# 普利斯尼亞內
49°42′14″N 25°1′55″E / 49.70389°N 25.03194°E
普利斯尼亞內（羅馬化：Plisniany）是位於烏克蘭西部特諾皮爾州特諾皮爾區的村莊，處於西斯特雷帕河畔，分別距離斯拉夫納0.5公里和維爾利夫2公里，始建於1763年，面積0.86平方公里，2001年人口528。